# Hey Yo!
Hey Yo! è un singolo della cantante statunitense Brooke Hogan, pubblicato il 30 giugno 2009 come secondo estratto dal secondo album in studio The Redemption. 
Nonostante la sua popolarità, il brano non ha garantito grandi vendite. Ha fatto il suo debutto alla 48ª posizione nella classifica dei brani più venduti su iTunes, tuttavia non riuscì a entrare nella Billboard Hot 100. 

## Descrizione
Il brano presenta la collaborazione del cantautore statunitense Colby O'Donis. Esso è stato scritto dai cantanti stessi insieme a Stack$ e a Charles Harris Jr. ed è stato prodotto da Keithin Pittman.
Musicalmente il brano è composto con un ritmo moderato di 97 bpm e in tonalità di Do minore.